# Oscar Hiljemark
Oscar Carl Niclas Hiljemark (Gislaved, 28 giugno 1992) è un allenatore di calcio ed ex calciatore svedese, di ruolo centrocampista, tecnico dell'Elfsborg.

## Caratteristiche tecniche
Interno di centrocampo, ha giocato sia come mediano, sia come trequartista.
Durante gli inizi della sua carriera aveva dimostrato un grande talento diventando uno dei giovani più interessanti del panorama europeo, tuttavia dopo un buon inizio, al Palermo, ha iniziato a soffrire di numerosi infortuni e problemi muscolari che hanno pesantemente limitato il suo potenziale arrivando a ritirarsi a soli 28 anni.

## Carriera

### Giocatore

#### Club

##### Gli inizi, Elfsborg
La sua carriera da calciatore inizia nel 2006 quando viene acquistato dal Gislaveds IS per militare nelle varie divisioni giovanili. Dimostra subito una certa maturità calcistica rispetto ai suoi compagni di squadra, mettendo in mostra tutte le sue doti calcistiche. Dopo due stagioni viene acquistato dall'Elfsborg, rifiutando l'interesse dei maggiori club svedesi. Milita nella formazione primavera per due stagioni fino al 2010, quando compie il suo debutto da calciatore professionista nel match contro l'Halmstads. Ottiene il suo primo cartellino giallo della sua carriera il 18 ottobre, dell'anno del suo debutto, durante il match contro l'Helsingborg. Segna la sua prima rete in carriera il 27 giugno 2011 nel match contro il Syrianska.

##### PSV Eindhoven
Il 4 gennaio 2013 firma un accordo con il PSV, valido fino al giugno 2017
Debutta in campionato con la maglia numero 27 il 26 gennaio nella sfida esterna vinta per 5-1 contro l'Heracles Almelo subentrando a Tim Matavž al minuto 70. Conclude la stagione con 11 presenze in Eredivisie. Nella stagione seguente gioca 36 partite e segna 2 gol in tutto. Nel 2014-2015 gioca solo 11 partite di campionato a causa di un problema alla schiena, contribuendo solo in parte alla vittoria finale della competizione.

##### Palermo
Il 13 luglio 2015 il calciatore passa ufficialmente al Palermo per una cifra di circa due milioni e cinquecentomila euro. Vestirà la maglia numero 10.
Esordisce in Serie A il 23 agosto 2015 (in Palermo Genoa 1-0) subentrando al 72' al posto di Luca Rigoni. Il 13 settembre successivo, giocando per la prima volta da titolare, arriva la prima rete in massima serie in Palermo-Carpi 2-2 sbloccando il risultato al 6' minuto. Il 19 settembre segna la sua prima doppietta in Serie A a San Siro in Milan-Palermo 3-2. Conclude la stagione con 38 presenze.

##### Genoa e prestito al Panathinaikos
Il 26 gennaio 2017 viene ceduto in prestito per €300.000 con obbligo di riscatto fissato a 2.5 milioni di euro al Genoa. Il 29 Gennaio esordisce subito da titolare contro la Fiorentina e mette a segno la sua prima rete con la nuova maglia.
Il 31 agosto 2017 passa in prestito annuale ai greci del Panathinaikos, dove mette a segno due reti in 19 presenze tra campionato e coppa nazionale, prima di rientrare in Italia con sei mesi di anticipo al Genoa.

##### Ritorno al Genoa
Il 31 gennaio 2018, nell'ultimo giorno di mercato invernale, ritorna al Genoa. Lo stesso Hiljemark sostiene di come Davide Ballardini abbia avuto un ruolo fondamentale nel suo ritorno, poiché l'allenatore ha sempre apprezzato le sue qualità. Il seguente 16 dicembre torna al gol, nella sconfitta per 3-2 sul campo della Roma. A gennaio 2019 il Genoa comunica che il giocatore dovrà essere operato all'anca, terminando così in maniera anticipata la stagione.

##### Dinamo Mosca, Aalborg e ritiro
Il 1º settembre 2019 viene ceduto in prestito alla Dinamo Mosca. Il 28 dello stesso mese fa il suo esordio con i biancoazzurri nella sconfitta per 3-0 contro il Rostov. In totale disputa 14 gare di campionato, chiudendo al sesto posto.
Rimasto svincolato dopo essere tornato al Genoa, viene ingaggiato nell'ultima giornata di mercato dai danesi dell'Aalborg per la stagione 2020-2021.
Il 16 giugno 2021, a causa dei continui problemi fisici che lo hanno afflitto durante la stagione,  annuncia a soli 28 anni il suo ritiro dal calcio giocato.

#### Nazionale

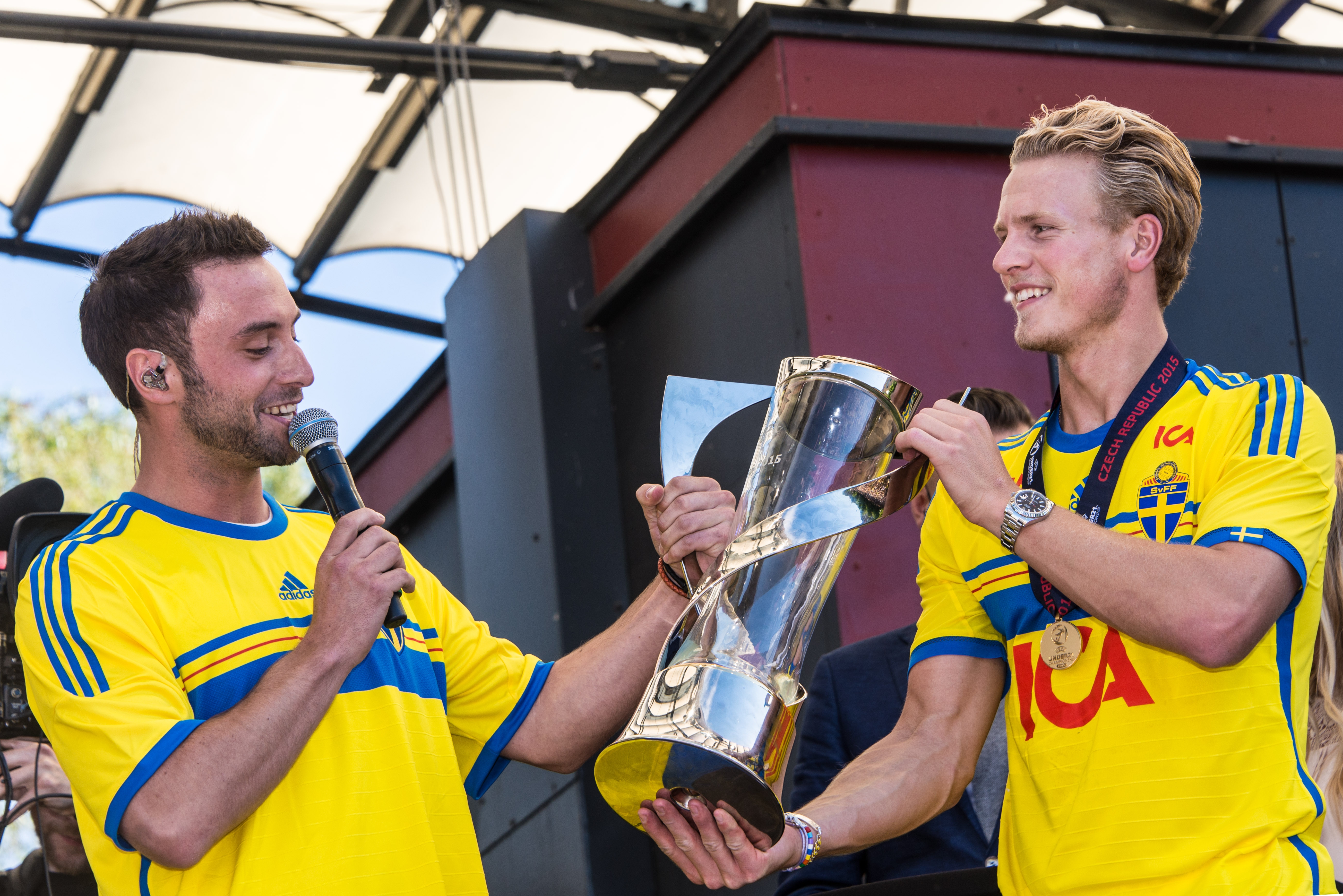
Hiljemark con il trofeo vinto nel 2015 all'Europeo Under-21.

Nel 2009 debutta con l'Under-17 e, dopo aver disputato alcune amichevoli, passa nell'Under-19. Nel 2011 passa nell'Under-21 dove debutta il 1º settembre durante il match contro la Lituania Under-21. Il 18 gennaio 2012 partecipa con la nazionale maggiore a un'amichevole disputata a Doha, in Bahrein, proprio contro la nazionale di calcio del Bahrein. In quell'occasione mette a segno all'81º il gol del due a zero, che sancisce definitivamente la vittoria del club scandinavo. Il 30 giugno 2015 ha vinto, da capitano, gli Europei Under-21, battendo in finale il Portogallo ai calci di rigore.
Viene convocato per gli Europei 2016, dove non viene mai schierato. Il 10 ottobre 2016 realizza la sua seconda rete con la selezione scandinava in occasione del 3-0 contro la Bulgaria.
Successivamente viene convocato per i Mondiali 2018, in cui subentra in 2 occasioni.

### Allenatore

#### Gli inizi
Dopo aver annunciato il ritiro, entra nello staff tecnico dell'Aalborg con il ruolo di vice allenatore, con cui sottoscrive un nuovo contratto di 3 anni, con scadenza 30 giugno 2024, assumendo nella stagione 2023-2024 il ruolo di allenatore.
Il 16 aprile 2024 viene reso noto che, a partire dal successivo mese di giugno, egli avrebbe sostituito Jimmy Thelin come nuovo capo allenatore dell'Elfsborg, club in cui Hiljemark iniziò la carriera da calciatore professionista e con cui firma un accordo fino al 2027.

## Statistiche

### Presenze e reti nei club
Statistiche aggiornate al 16 giugno 2021.
| Stagione             | Squadra              | Campionato           | Campionato | Campionato | Coppe nazionali | Coppe nazionali | Coppe nazionali | Coppe continentali | Coppe continentali | Coppe continentali | Altre coppe | Altre coppe | Altre coppe | Totale | Totale |
| Stagione             | Squadra              | Comp                 | Pres       | Reti       | Comp            | Pres            | Reti            | Comp               | Pres               | Reti               | Comp        | Pres        | Reti        | Pres   | Reti   |
| -------------------- | -------------------- | -------------------- | ---------- | ---------- | --------------- | --------------- | --------------- | ------------------ | ------------------ | ------------------ | ----------- | ----------- | ----------- | ------ | ------ |
| 2010                 | Elfsborg             | A                    | 4          | 0          | -               | -               | -               | -                  | -                  | -                  | -           | -           | -           | 4      | 0      |
| 2011                 | Elfsborg             | A                    | 29         | 3          | SC              | 3               | 0               | EL                 | 5                  | 1                  | -           | -           | -           | 37     | 4      |
| 2012                 | Elfsborg             | A                    | 28         | 2          | SC              | 1               | 1               | EL                 | 5                  | 1                  | -           | -           | -           | 34     | 4      |
| Totale Elfsborg      | Totale Elfsborg      | Totale Elfsborg      | 61         | 5          |                 | 4               | 1               |                    | 10                 | 2                  |             |             |             | 75     | 8      |
| 2012-2013            | PSV                  | ED                   | 11         | 0          | CO              | 2               | 0               | -                  | -                  | -                  | -           | -           | -           | 13     | 0      |
| 2013-2014            | PSV                  | ED                   | 27         | 2          | CO              | 2               | 0               | UCL+UEL            | 2+5                | 0                  | -           | -           | -           | 36     | 2      |
| 2014-2015            | PSV                  | ED                   | 11         | 0          | CO              | -               | -               | UEL                | 5                  | 0                  | -           | -           | -           | 16     | 0      |
| Totale PSV Eindhoven | Totale PSV Eindhoven | Totale PSV Eindhoven | 49         | 2          |                 | 4               | 0               |                    | 12                 | 0                  |             |             |             | 65     | 2      |
| 2015-2016            | Palermo              | A                    | 38         | 4          | CI              | 1               | 0               | -                  | -                  | -                  | -           | -           | -           | 39     | 4      |
| 2016-gen. 2017       | Palermo              | A                    | 15         | 0          | CI              | 1               | 0               | -                  | -                  | -                  | -           | -           | -           | 16     | 0      |
| Totale Palermo       | Totale Palermo       | Totale Palermo       | 53         | 4          |                 | 2               | 0               |                    | -                  | -                  |             |             |             | 55     | 4      |
| gen.-giu. 2017       | Genoa                | A                    | 14         | 2          | -               | -               | -               | -                  | -                  | -                  | -           | -           | -           | 14     | 2      |
| 2017-gen. 2018       | Panathinaikos        | SL                   | 16         | 1          | CG              | 3               | 1               | -                  | -                  | -                  | -           | -           | -           | 19     | 2      |
| gen.-giu. 2018       | Genoa                | A                    | 15         | 0          | -               | -               | -               | -                  | -                  | -                  | -           | -           | -           | 15     | 0      |
| 2018-2019            | Genoa                | A                    | 17         | 1          | CI              | 1               | 0               | -                  | -                  | -                  | -           | -           | -           | 18     | 1      |
| 2019-2020            | Dinamo Mosca         | PL                   | 14         | 0          | KR              | 1               | 0               | -                  | -                  | -                  | -           | -           | -           | 15     | 0      |
| set.-ott. 2020       | Genoa                | A                    | -          | -          | -               | -               | -               | -                  | -                  | -                  | -           | -           | -           | -      | -      |
| Totale Genoa         | Totale Genoa         | Totale Genoa         | 46         | 3          |                 | 1               | 0               |                    |                    |                    |             |             |             | 47     | 3      |
| ott. 2020-2021       | Aalborg              | SL                   | 7+4        | 1+0        | CD              | 0               | 0               | -                  | -                  | -                  | -           | -           | -           | 11     | 1      |
| Totale carriera      | Totale carriera      | Totale carriera      | 236        | 15         |                 | 15              | 2               |                    | 22                 | 2                  |             |             |             | 273    | 19     |

### Cronologia presenze e reti in Nazionale
| Cronologia completa delle presenze e delle reti in nazionale ― Svezia | Cronologia completa delle presenze e delle reti in nazionale ― Svezia | Cronologia completa delle presenze e delle reti in nazionale ― Svezia | Cronologia completa delle presenze e delle reti in nazionale ― Svezia | Cronologia completa delle presenze e delle reti in nazionale ― Svezia | Cronologia completa delle presenze e delle reti in nazionale ― Svezia | Cronologia completa delle presenze e delle reti in nazionale ― Svezia | Cronologia completa delle presenze e delle reti in nazionale ― Svezia |
| Data                                                                  | Città                                                                 | In casa                                                               | Risultato                                                             | Ospiti                                                                | Competizione                                                          | Reti                                                                  | Note                                                                  |
| --------------------------------------------------------------------- | --------------------------------------------------------------------- | --------------------------------------------------------------------- | --------------------------------------------------------------------- | --------------------------------------------------------------------- | --------------------------------------------------------------------- | --------------------------------------------------------------------- | --------------------------------------------------------------------- |
| 18-1-2012                                                             | Doha                                                                  | Bahrein                                                               | 0 – 2                                                                 | Svezia                                                                | Amichevole                                                            | 1                                                                     | 89’                                                                   |
| 23-1-2012                                                             | Doha                                                                  | Qatar                                                                 | 0 – 5                                                                 | Svezia                                                                | Amichevole                                                            | -                                                                     | 63’                                                                   |
| 14-8-2013                                                             | Solna                                                                 | Svezia                                                                | 4 – 2                                                                 | Norvegia                                                              | Amichevole                                                            | -                                                                     | 73’                                                                   |
| 5-3-2014                                                              | Ankara                                                                | Turchia                                                               | 2 – 1                                                                 | Svezia                                                                | Amichevole                                                            | -                                                                     | 83’                                                                   |
| 28-5-2014                                                             | Copenaghen                                                            | Danimarca                                                             | 1 – 0                                                                 | Svezia                                                                | Amichevole                                                            | -                                                                     | 78’                                                                   |
| 1-6-2014                                                              | Solna                                                                 | Svezia                                                                | 0 – 2                                                                 | Belgio                                                                | Amichevole                                                            | -                                                                     | 80’                                                                   |
| 17-11-2015                                                            | Copenaghen                                                            | Danimarca                                                             | 2 – 2                                                                 | Svezia                                                                | Qual. Euro 2016                                                       | -                                                                     | 81’                                                                   |
| 24-3-2016                                                             | Antalya                                                               | Turchia                                                               | 2 – 1                                                                 | Svezia                                                                | Amichevole                                                            | -                                                                     | 80’                                                                   |
| 29-3-2016                                                             | Solna                                                                 | Svezia                                                                | 1 – 1                                                                 | Rep. Ceca                                                             | Amichevole                                                            | -                                                                     | 46’                                                                   |
| 30-5-2016                                                             | Malmö                                                                 | Svezia                                                                | 0 – 0                                                                 | Slovenia                                                              | Amichevole                                                            | -                                                                     |                                                                       |
| 6-9-2016                                                              | Solna                                                                 | Svezia                                                                | 1 – 1                                                                 | Paesi Bassi                                                           | Qual. Mondiali 2018                                                   | -                                                                     |                                                                       |
| 7-10-2016                                                             | Lussemburgo                                                           | Lussemburgo                                                           | 0 – 1                                                                 | Svezia                                                                | Qual. Mondiali 2018                                                   | -                                                                     |                                                                       |
| 10-10-2016                                                            | Solna                                                                 | Svezia                                                                | 3 – 0                                                                 | Bulgaria                                                              | Qual. Mondiali 2018                                                   | 1                                                                     |                                                                       |
| 11-11-2016                                                            | Parigi                                                                | Francia                                                               | 2 – 1                                                                 | Svezia                                                                | Qual. Mondiali 2018                                                   | -                                                                     |                                                                       |
| 15-11-2016                                                            | Budapest                                                              | Ungheria                                                              | 0 – 2                                                                 | Svezia                                                                | Amichevole                                                            | -                                                                     |                                                                       |
| 25-3-2017                                                             | Solna                                                                 | Svezia                                                                | 4 – 0                                                                 | Bielorussia                                                           | Qual. Mondiali 2018                                                   | -                                                                     |                                                                       |
| 28-3-2017                                                             | Funchal                                                               | Portogallo                                                            | 2 – 3                                                                 | Svezia                                                                | Amichevole                                                            | -                                                                     | 90’                                                                   |
| 13-6-2017                                                             | Oslo                                                                  | Norvegia                                                              | 1 – 1                                                                 | Svezia                                                                | Amichevole                                                            | -                                                                     | 69’                                                                   |
| 24-3-2018                                                             | Solna                                                                 | Svezia                                                                | 1 – 2                                                                 | Cile                                                                  | Amichevole                                                            | -                                                                     | 78’                                                                   |
| 27-3-2018                                                             | Craiova                                                               | Romania                                                               | 1 – 0                                                                 | Svezia                                                                | Amichevole                                                            | -                                                                     |                                                                       |
| 2-6-2018                                                              | Solna                                                                 | Svezia                                                                | 0 – 0                                                                 | Danimarca                                                             | Amichevole                                                            | -                                                                     |                                                                       |
| 9-6-2018                                                              | Göteborg                                                              | Svezia                                                                | 0 – 0                                                                 | Perù                                                                  | Amichevole                                                            | -                                                                     | 82’                                                                   |
| 18-6-2018                                                             | Nižnij Novgorod                                                       | Svezia                                                                | 1 – 0                                                                 | Corea del Sud                                                         | Mondiali 2018 - 1º turno                                              | -                                                                     | 71’                                                                   |
| 27-6-2018                                                             | Ekaterinburg                                                          | Messico                                                               | 0 – 3                                                                 | Svezia                                                                | Mondiali 2018 - 1º turno                                              | -                                                                     | 80’                                                                   |
| 6-9-2018                                                              | Praga                                                                 | Austria                                                               | 2 – 0                                                                 | Svezia                                                                | Amichevole                                                            | -                                                                     | 62’                                                                   |
| 10-9-2018                                                             | Solna                                                                 | Svezia                                                                | 2 – 3                                                                 | Turchia                                                               | UEFA Nations League 2018-2019 - 1º turno                              | -                                                                     | 56’                                                                   |
| 16-10-2018                                                            | Solna                                                                 | Svezia                                                                | 1 – 1                                                                 | Slovacchia                                                            | Amichevole                                                            | -                                                                     | 81’                                                                   |
| 11-11-2020                                                            | Brøndby                                                               | Danimarca                                                             | 2 – 0                                                                 | Svezia                                                                | Amichevole                                                            | -                                                                     | 75’                                                                   |
| Totale                                                                |                                                                       | Presenze                                                              | 28                                                                    |                                                                       | Reti                                                                  | 2                                                                     |                                                                       |

### Statistiche da allenatore
Statistiche aggiornate al 5 ottobre 2024. In grassetto le competizioni vinte.
| Stagione        | Squadra         | Campionato      | Campionato | Campionato | Campionato | Campionato | Coppe nazionali | Coppe nazionali | Coppe nazionali | Coppe nazionali | Coppe nazionali | Coppe continentali | Coppe continentali | Coppe continentali | Coppe continentali | Coppe continentali | Altre coppe | Altre coppe | Altre coppe | Altre coppe | Altre coppe | Totale | Totale | Totale | Totale | % Vittorie | Piazzamento      |
| Stagione        | Squadra         | Comp            | G          | V          | N          | P          | Comp            | G               | V               | N               | P               | Comp               | G                  | V                  | N                  | P                  | Comp        | G           | V           | N           | P           | G      | V      | N      | P      | %          | Piazzamento      |
| --------------- | --------------- | --------------- | ---------- | ---------- | ---------- | ---------- | --------------- | --------------- | --------------- | --------------- | --------------- | ------------------ | ------------------ | ------------------ | ------------------ | ------------------ | ----------- | ----------- | ----------- | ----------- | ----------- | ------ | ------ | ------ | ------ | ---------- | ---------------- |
| apr.-giu. 2023  | Aalborg         | SL              | 10         | 3          | 3          | 4          | CD              | 4               | 1               | 1               | 2               | -                  | -                  | -                  | -                  | -                  | -           | -           | -           | -           | -           | 14     | 4      | 4      | 6      | 28,57      | Sub, 12° (retr.) |
| 2023-apr. 2024  | Aalborg         | 1D              | 26         | 16         | 8          | 2          | CD              | 3               | 1               | 1               | 1               | -                  | -                  | -                  | -                  | -                  | -           | -           | -           | -           | -           | 29     | 17     | 9      | 3      | 58,62      | Eson             |
| Totale Aalborg  | Totale Aalborg  | Totale Aalborg  | 36         | 19         | 11         | 6          |                 | 7               | 2               | 2               | 3               |                    | -                  | -                  | -                  | -                  |             | -           | -           | -           | -           | 43     | 21     | 13     | 9      | 48,84      |                  |
| 2024            | Elfsborg        | A               | 17         | 8          | 5          | 4          | SC+SC           | 0+1             | 0+1             | 0+0             | 0+0             | UEL                | 16                 | 9                  | 2                  | 5                  | -           | -           | -           | -           | -           | 34     | 18     | 7      | 9      | 52,94      | Sub., 7°         |
| Totale carriera | Totale carriera | Totale carriera | 53         | 27         | 16         | 10         |                 | 8               | 3               | 2               | 3               |                    | 16                 | 9                  | 2                  | 5                  |             | -           | -           | -           | -           | 77     | 39     | 20     | 18     | 50,65      |                  |

## Palmarès

### Club

#### Competizioni nazionali
- Campionato svedese: 1

Elfsborg: 2012
- Campionato olandese: 1

PSV: 2014-2015

### Nazionale
- Campionato d'Europa Under-21: 1

Repubblica Ceca 2015